# Коробкин, Владлен Васильевич
Владлен Васильевич Коробкин (16.10.1938 — 18.04.2014) — советский и российский физик, лауреат премии Ленинского комсомола (1971), Государственной премии СССР (1986) и Ленинской премии (1988).

## Биография
Родился в поселке Кондратьевка Горловского района Донецкой области. Родители: Василий Гордеевич — офицер, и Тамара Николаевна — домохозяйка.
Окончил среднюю школу № 1 в г. Миллерово Ростовской области (1955, с серебряной медалью), МФТИ (1961, с отличием) и аспирантуру ФИАН (1964, научный руководитель С. Л. Мандельштам).
В мае 1964 г. зачислен в Лабораторию спектроскопии ФИАН на должность младшего научного сотрудника.
После защиты кандидатской диссертации с 1967 по 1970 год в командировке в Научно-исследовательском совете Канады. В 1970—1987 работал в Лаборатории колебаний ФИАН.
С 1987 г. заведующий отделом когерентной и нелинейной оптики ИОФ РАН. В 1989 г. защитил диссертацию на соискание учёной степени доктора физико-математических наук.
Профессор Московского физико-технического института.
Основные направления научных исследований: распространение интенсивных волновых пучков в нелинейных средах, физика лазерной плазмы, физика мощных лазеров.
Научные достижения:
- обнаружение и исследование режима распространения мощных волновых пучков в нелинейных средах с образованием движущихся фокусов (открытие № 147),
- изучение режима самоканалированного распространения сверхинтенсивных ультракоротких световых импульсов,
- реализация и изучение генерации сильных спонтанных магнитных полей в лазерной плазме.

Автор новых диагностических методов, в том числе методов изучения спонтанных магнитных полей и применения электронно-оптических камер для этих целей.
Лауреат премии Ленинского комсомола (1971), Государственной премии СССР (1986) и Ленинской премии (1988).
Умер в 2014 году. Похоронен на Николо-Хованском кладбище.